# 金鐘鉄
金 鐘鉄（キム・ジョンチョル、朝鮮語: 김종철/金鐘鐵、1947年2月18日 - 2014年7月5日）は、大韓民国の詩人。第39代韓国詩人協会会長。
釜山出身。兄は同じく詩人の金鍾海。1970年にソウル新聞新春文芸で詩壇に登場した。

## 活動
1970年にソウル新聞新春文芸への当選により詩壇に登場した。第13回鄭芝溶文学賞、第3回片雲文学賞、第6回尹東柱文学賞、第4回ナミョン文学賞、第12回カトリック文学賞、第12回ヨナンシ文学賞を受賞したほか、2011年、詩の月刊誌『詩人手帳』を創刊した。出版社文学手帳を設立し、第39代韓国詩人協会会長を歴任した。中央大学校文芸創作学科、慶熙大学校兼任教授を歴任し、韓国カトリック文人会会長、韓国作家会議諮問委員も務めた。持病により67歳で死去した。